# Ostermann-Arena
Ostermann-Arena (tidligere kendt som Wilhelm-Dopatka-Halle eller Smidt-Arena) er en indendørs sportshal, som ligger i Leverkusen, Tyskland. Arenaen bliver til dagligt benyttet af kvindeholdet Bayer 04 Leverkusen, basketballholdet Bayer Giants Leverkusen og volleyballholdet Bayer 04 Leverkusen.